# Neomaso patagonicus
Neomaso patagonicus är en spindelart som först beskrevs av Albert Tullgren 1901.  Neomaso patagonicus ingår i släktet Neomaso och familjen täckvävarspindlar. Inga underarter finns listade i Catalogue of Life.